# Кардинал и монахиня
«Кардина́л и мона́хиня» (нем. Kardinal und Nonne), первоначальное название «Ласка» (нем. Liebkosung) — одна из самых известных картин австрийского художника Эгона Шиле. Полотно в сигнальных цветах провокационного содержания, по некоторым данным, было написано в ответ на его тюремное заключение за порнографию и отражает радикальный разрыв с традициями и безудержное стремление к художественному новаторству. «Кардинал и монахиня» принадлежит частному фонду Музея Леопольда и демонстрируется в настоящее время в зале OG3.
На картине изображены кардинал и монахиня в неестественных объятиях. Она, застигнутая врасплох или попавшая в затруднительное положение, отвернувшись в смятении или страхе смотрит на зрителя. Сложенные в мольбе руки выглядят как клещи, кардинальским красным цветом полыхает вожделение, в обнажённых икрах зашифровано телесное прегрешение.
«Кардинал и монахиня» является очевидным парафразом знаменитой картины «Поцелуй» Густава Климта, сыгравшего значительную роль в творческом становлении Эгона Шиле. Спустя четыре года после сочинённой Климтом живописной оды любви Шиле дал на неё своевольный ответ, создав тёмную противоположность. Если в «Поцелуе» тела влюблённых скрыты от зрителя орнаментальными одеяниями, то в «Ласке» Шиле намеренно оставил скандально обнимающимся персонажам открытыми нижние конечности. Стилизованный климтовский цветочный фон Шиле заменил непроницаемо чёрной пучиной человеческих страстей, прежде всего, либидо, которое не усмирить никаким запретам и условностям. Шиле раскрывает движимую инстинктами природу человека в символизме разрывов, разломов и противоречий Эрота и Танатоса, сластолюбия и стремления к смерти.
Как и в случае с «Поцелуем» Климта, некоторые исследователи видят в персонажах картины её автора с любовницей Валли Нойциль, которые символизируют служителя культа искусства и его сподвижницу. Но и в этом вопросе Шиле поступил по-своему: в Музее Леопольда обнаружили, что лицо испуганной монахини напоминает «Автопортрет с поднятым голым плечом» 1912 года, а обнажённые ноги кардинала цитируют акварель, на которой изображена стоящая на коленях на полу Валли. Предположительно, Шиле придал кардиналу и монахине черты внешности свои и подруги, но с переменой гендерных ролей.
Картину с кардиналом и монахиней, представленную под названием «Ласка», Эгону Шиле при жизни продать не удалось.
Первым владельцем  в 1918—1939 годах стал австрийский стоматолог и коллекционер живописи Генрих Ригер. После аншлюса Австрии виллу Ригера в предместье Вены Габлице, где экспонировалась внушительная коллекция в восемь сотен полотен, ариизировали, и Риглер был вынужден продать картину близкому к национал-социалистскому режиму арт-дилеру Фридриху Вельцу. В 1945 году картина была изъята у него в Зальцбурге американскими оккупационными властями, некоторое время находилась в зальцбургском хранилище австрийского федерального ведомства по охране памятников. Генрих Ригер и его супруга Берта были убиты. В 1948 году картина среди немногих из коллекции Ригера была возвращена его наследникам — выжившему в Нью-Йорке сыну Роберту Ригеру и Танне Бергер. В 1950 году «Кардинала и монахиню» у них приобрела за треть страховой стоимости галерея Бельведер с запретом на дальнейшую передачу и обязательным указанием на принадлежность к коллекции Ригера в экспозиции галереи. «Аморальная» картина в залы Бельведера так и не попала и вопреки договорённостям в 1957 году вместе с ещё одной работой Шиле «Две женщины на корточках» была передана галереей Бельведер в собственность коллекционеру Рудольфу Леопольду в обмен на «Маковое поле» Густава Климта. В 1994 году картина «Кардинал и монахиня» была передана частному фонду Музея Леопольда. По случаю окончания юридической тяжбы и возвращения «Портрета Валли» в Вену коммерческий директор Музея Леопольда Петер Вайнхойпль в 2010 году предлагал рассматривать его вместе с «Кардиналом и монахиней» и «Автопортретом с физалисом» своеобразным триптихом Шиле. В 2011 году комиссия, образованная при федеральном министерстве культуры Австрии, признала после экспертной проверки провенанса право собственности фонда Музея Леопольда на картину «Кардинал и монахиня» «не вызывающим сомнений».

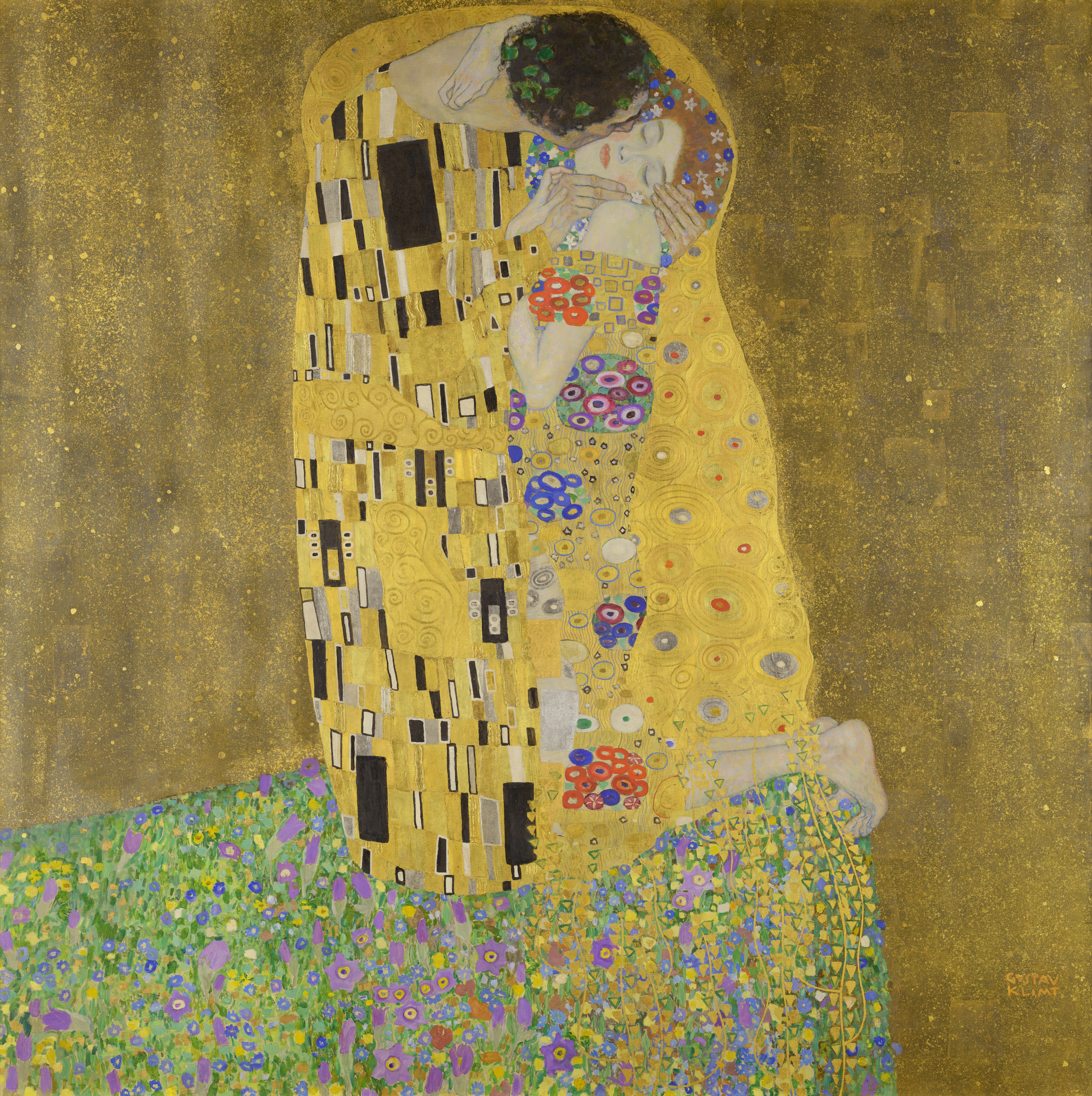
Густав Климт. Поцелуй. 1908—1909. Галерея Бельведер
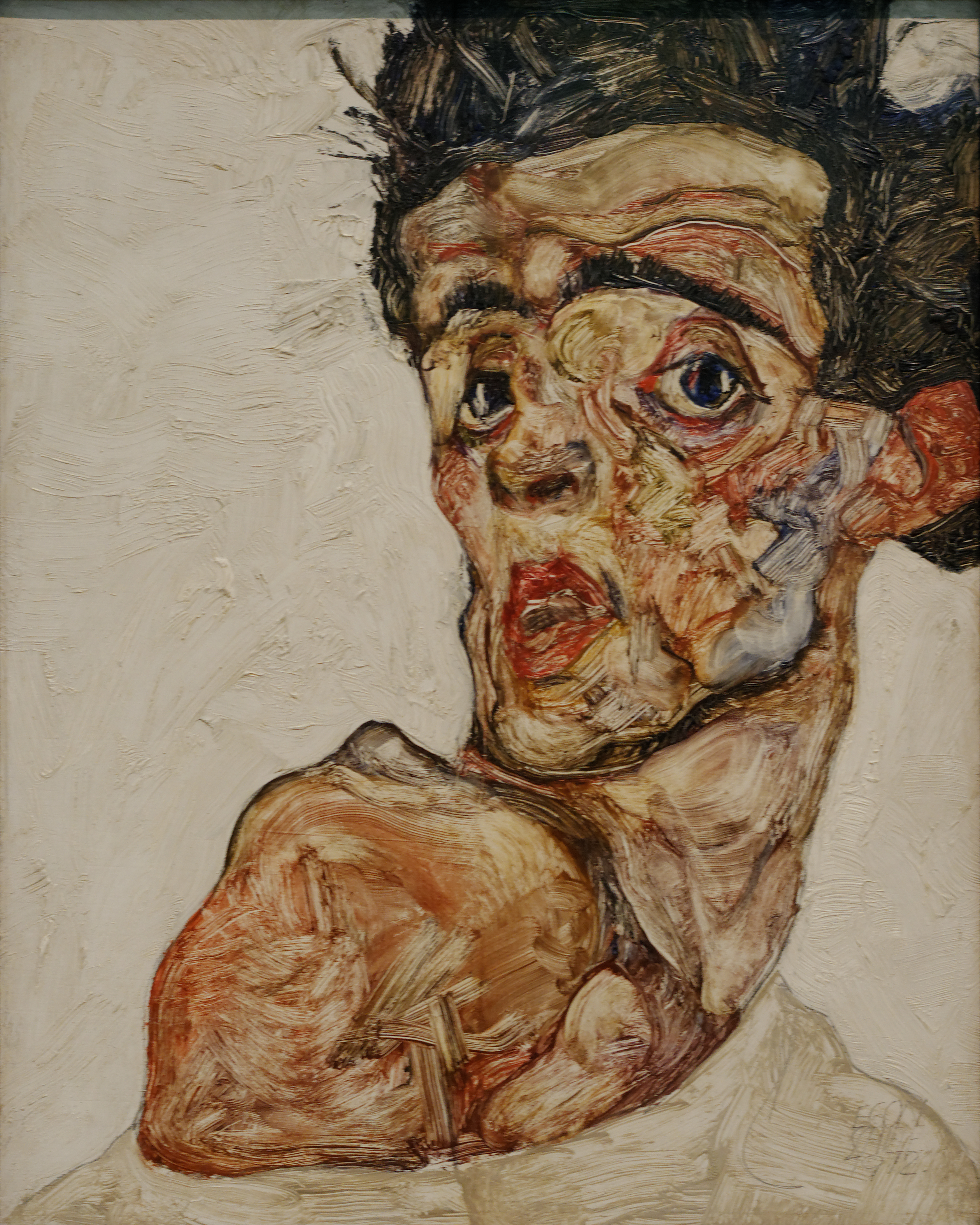
Эгон Шиле. Автопортрет с поднятым голым плечом. 1912. Музей Леопольда
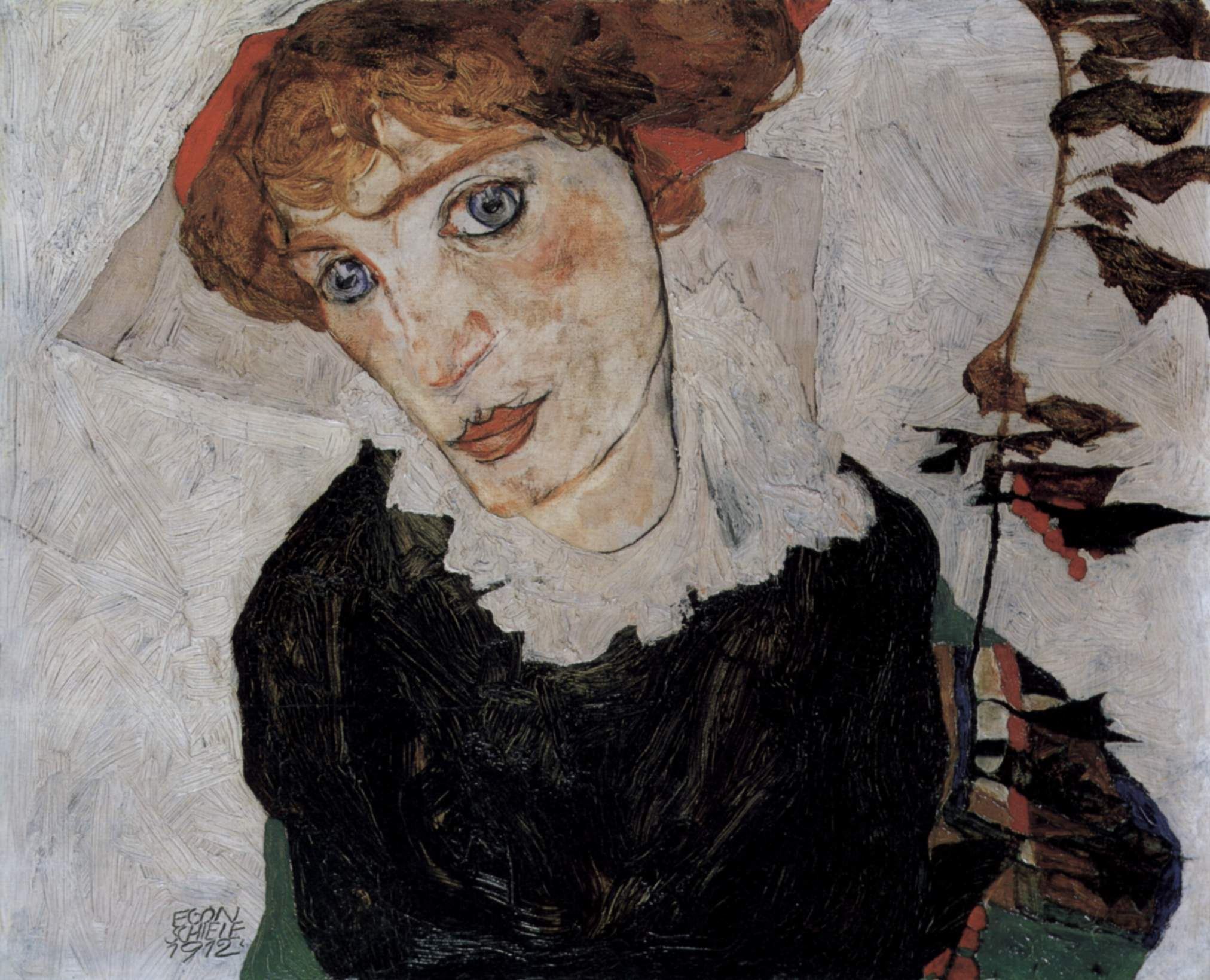
Эгон Шиле. Портрет Валли. 1912. Музей Леопольда
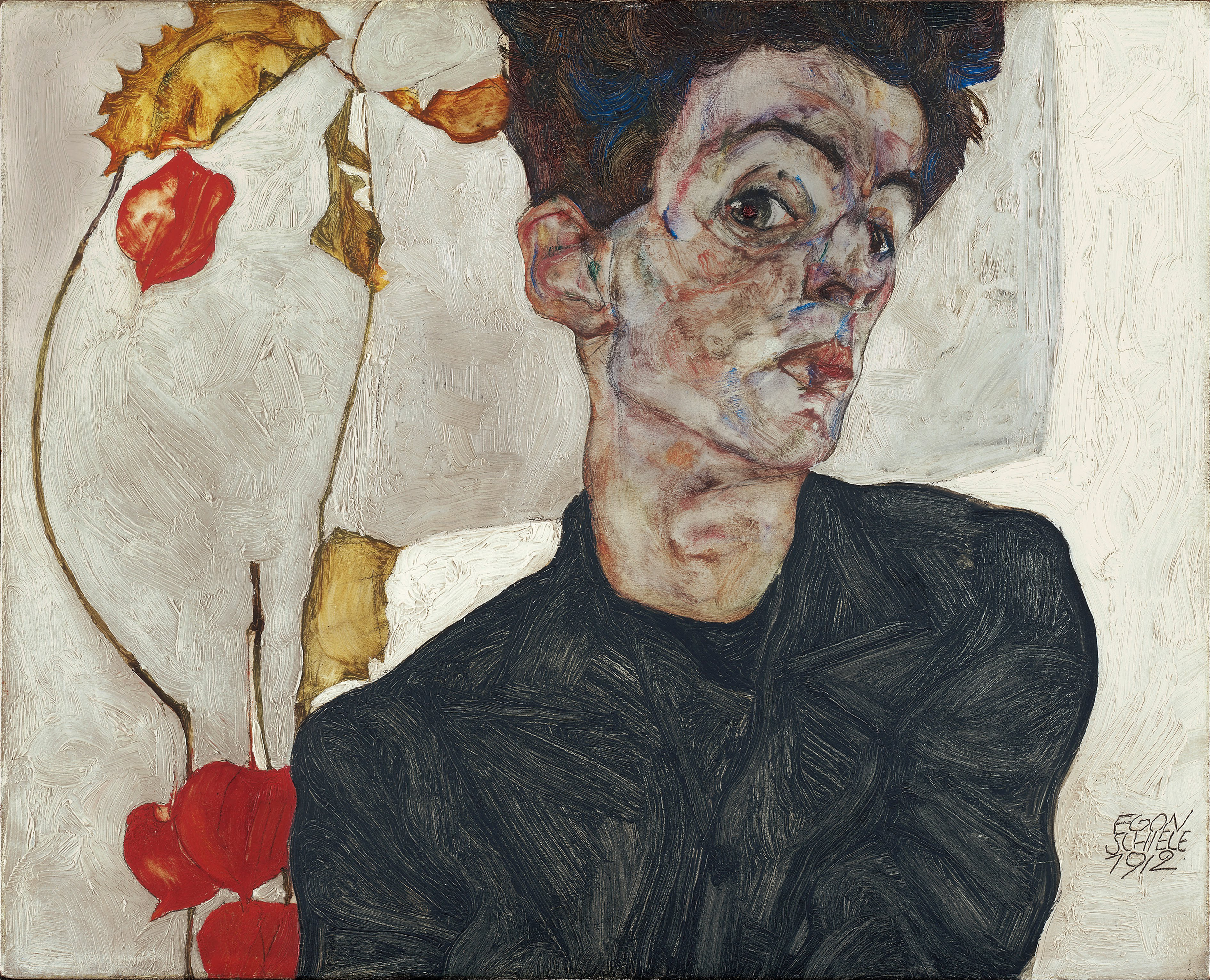
Эгон Шиле. Автопортрет с физалисом. 1912. Музей Леопольда